# Steingrímur Steinþórsson
Steingrímur Steinþórsson, né le 12 février 1893, et mort le 14 novembre 1966 est un homme d'État. Il a été Premier ministre de l'Islande du 14 mars 1950 au 11 septembre 1953. Il a été membre du triumvirat intérimaire (chef de l'État en exercice) du 26 janvier 1952 au 31 juillet 1952, et a été membre du parti du progrès, mais jamais son président.
Il est ministre de l'Agriculture et des Affaires sociales de 1953 à 1956.